# Anthony D. Barnosky
Anthony David Barnosky (* 5. Juli 1952) ist ein Ökologe, Geologe und Biologe (Paläoökologie). Er war bis zu seiner Emeritierung Professor an der Abteilung für integrative Biologie an der UC Berkeley. Seine Forschung bezieht sich u. a. auf Kippelemente im Erdsystem und die Beziehung zwischen Klimawandel und Massenaussterben.

## Leben
Barnosky schloss 1974 ein Bachelorstudium in Geologie am Colorado College ab. Es folgten ein Master- und Promotionsstudium in Geowissenschaften an der University of Washington, da er 1980 bzw. 1983 abschloss. Er ist mit Elizabeth A. Hadly verheiratet, die im selben Feld forscht.

## Wirken
Aufgrund seiner Arbeit zu den Kippelementen im Erdsystem fordert Barnosky deutlichere Anstrengungen in der Klimapolitik, um die Einhaltung des Zwei-Grad-Ziels für die Eingrenzung des Klimawandels noch erreichen zu können. Barnosky betont, dass der Klimawandel eine maßgebliche Fluchtursache und Ursache für das derzeit stattfindende Massenaussterben darstellt.

## Veröffentlichungen (Auswahl)
- Anthony D. Barnosky: Dodging Extinction Power, Food, Money, and the Future of Life on Earth. 2014, ISBN 9780520274372
- Anthony D. Barnosky, Elizabeth A. Hadly: Tipping Point for Planet Earth: How Close Are We to the Edge? 2016, ISBN 9781250051158
- Will Steffen, Johan Rockström, Katherine Richardson, Timothy M. Lenton, Carl Folke, Diana Liverman, Colin P. Summerhayes, Anthony D. Barnosky, Sarah E. Cornell, Michel Crucifix, Jonathan F. Donges, Ingo Fetzer, Steven J. Lade, Marten Scheffer, Ricarda Winkelmann, Hans Joachim Schellnhuber: Trajectories of the Earth System in the Anthropocene. In: Proceedings of the National Academy of Sciences. 2018, doi:10.1073/pnas.1810141115